# João de Bettencourt de Vasconcelos Correia e Ávila
João de Bettencourt de Vasconcelos Correia e Ávila (Angra, 17 de agosto de 1835 — Lisboa, 26 de maio de 1903), 1.º visconde de Bettencourt, foi um grande terratenente, empresário agrícola e político.

## Biografia
Filho de Diogo de Bettencourt de Vasconcelos Correia e Ávila e de sua mulher e prima Ana Emília de Bettencourt Gonçalves Leonardo.
Herdeiro de uma grande casa vincular de Angra, cuja cabeça era o belo palácio Bettencourt, e fundador da ermida de São João Baptista na sua casa de São Mateus, concelho de Angra do Heroísmo, era também administrador de vários vínculos e capelas na ilha Terceira e na ilha Graciosa, nos Açores. Foi fidalgo cavaleiro da Casa Real, por sucessão a seus maiores, por Alvará de 5 de Março de 1850.
Foi governador civil do Distrito de Angra do Heroísmo de 24 de fevereiro a 10 de junho de 1880.
O título de 1.º visconde de Bettencourt foi-lhe concedido, em sua vida, por D. Luís I de Portugal por Decreto de 13 de novembro de 1873 e Carta de 11 de julho de 1874. Não se repetiu na sua descendência, mas o filho secundogénito foi o 1.º Conde de Correia Bettencourt. Armas: de Bettencourt; timbre: de Bettencourt; coroa de visconde.
Casou em Barcelos, onde nasceram os filhos. O secundogénito, Diogo de Bettencourt Vasconcelos Correia e Ávila (1863-1914) veio a ser agraciado com o título de 2º visconde de Bettencourt e conde de Correia Bettencourt, por decreto de 6 de dezembro de 1893.
Foi proprietário de uma importante coudelaria, em Angra do Heroísmo, na ilha Terceira, com o seu ferro próprio, de Visconde de Bettencourt.

## Casamento e descendência
Casou em 1859 com Maria Adelaide de Magalhães e Meneses Perfeito de Aragão Sauzedo (5 de janeiro de 1840 — 15 de junho de 1918), filha de José de Magalhães e Meneses de Vilas-Boas e Sampaio Barbosa, 1.º conde de Alvelos, descendente do Paço de Vias Boas, em Airó, e da Torre de Faria, em Barcelos, e de sua mulher Ana Adelaide Perfeito de Aragão Sauzedo, descendente das Casas do Paço e da Corredoura, em Lamego.
Do casamento entre João de Bettecourt e Maria de Adelaide foram gerados: 
1. João de Bettencourt de Vasconcelos Correia e Ávila, imediato pretendente ao título, que nasceu em Barcelos a 16 de abril de 1860 e faleceu nas Caldas de São Jorge, Vila da Feira, aos 17 de julho de 1933. Casou com Maria dos Prazeres Teixeira de Carvalho Cirne de Madureira. Atualmente, o pretendente ao viscondado de Bettencourt é seu bisneto Alexandre Alberto de Serpa Pinto Burmester.
2. Diogo de Bettencourt de Vasconcellos Correia e Ávila, 1.º conde de Correia Bettencourt. Casou com Maria Augusta Machado Pereira.